# Buxheim, Unterallgäu
Buxheim là một đô thị ở huyện Unterallgäu bang Bayern, Đức.